# Dark Princess
Dark Princess is een historische roman geschreven door socioloog W.E.B. Du Bois en uitgebracht in 1928. De roman was één van Du Bois' vijf historische romans. Du Bois gebruikte fictie als middel om zijn tijd te verkennen op een manier die niet mogelijk was in non-fictieve geschiedenis, waarbij hij volledig geïnventariseerde levens van personages weergaf om de rijkdom en schoonheid van de zwarte cultuur te verkennen.
De ontstaansgeschiedenis van Dark Princess wordt mogelijk beïnvloed door Du Bois' aanwezigheid op het Eerste Universele Rassencongres in Londen in 1911. Sommige critici speculeren dat het boek geïnspireerd kan zijn door die ervaring en dat Du Bois mogelijk inspiratie putte uit historische figuren zoals een naamloze Indiase prinses op het congres, de Indiase onafhankelijkheidsactiviste Bhikaji Cama, en de organisator van het Pan-Afrikaans Congres, Ida Gibbs Hunt, de vrouw van diplomaat William Henry Hunt.
Ondanks Du Bois' waardering voor het werk, werd Dark Princess bij de publicatie niet goed ontvangen en kreeg kritiek vanwege de uitdrukking van erotiek en de vermeende mislukte poging tot sociaal realisme. De roman volgt het verhaal van Matthew Townes, een Afro-Amerikaanse student geneeskunde die wordt geconfronteerd met belemmeringen in zijn streven naar een medische carrière vanwege zijn ras in het begin van de twintigste eeuw. Het verhaal ontvouwt zich terwijl Townes in ballingschap gaat naar Duitsland en een relatie ontwikkelt met prinses Kautilya van het Indiase Bwodpur.